# Cissus camiriensis
Cissus camiriensis är en vinväxtart som beskrevs av Lombardi. Cissus camiriensis ingår i släktet Cissus och familjen vinväxter. Inga underarter finns listade i Catalogue of Life.